# Зима в раю
«Зима в раю» — радянський двосерійний телефільм 1989 року, знятий режисером Олександром Бланком на Творчому об'єднанні «Екран».

## Сюжет
Вісімнадцятирічна Катя, яка знімалася в масовці фільму, залишається на зиму в Криму і поселяється біля самотнього літнього теслі.

## У ролях
- Юрій Стосков — Леонід Дмитрович Воркута, вдовий тесляр
- Оксана Фандера — Катя
- Лариса Павлова — Женя
- Тетяна Распутіна — Даша, Дульсинея, сусідка Леоніда Дмитровича, мати Жені
- Михайло Янушкевич — Коля Воркута, син Леоніда Дмитровича, перукар
- Олена Фетисенко — Люся, дружина Колі
- Владислав Демченко — Гога, приятель Жені
- Олександр Миронов — Юра, тесляр, підмайстер Леоніда Дмитровича
- Олександр Коняшин — Кузьма, сусід Леоніда Дмитровича
- Ліка Бланк — дочка Колі та Люсі
- Ольга Агєєва — подруга Жені та Гоги
- Микита Логінов — приятель Жені та Гоги
- Лідія Савченко — Марія Тимофіївна
- Олександр Негреба — Ваня, син Леоніда Дмитровича
- Ольга Барнет — мати Каті
- Володимир Анисько — Сергій Карпович, начальник Леоніда Дмитровича
- Павло Бєлозьоров — епізод
- Геннадій Матвєєв — епізод
- Іван Власов — епізод
- Лариса Альошина — епізод
- Михайло Іонов — епізод
- Валентин Головко — епізод
- І. Лезгішвілі — продавець на ринку, відвідувач ресторану
- Олексій Герулайтіс — танцюрист на пляжі

## Знімальна група
- Режисер — Олександр Бланк
- Сценарист — Олексій Тимм
- Оператор — Темерлан Зельма
- Композитор — Семен Сон
- Художник — Рафаель Акопов